# Diócesis de Melfi-Rapolla-Venosa
La diócesis de Melfi-Rapolla-Venosa (en latín: Dioecesis Melphiensis-Rapollensis-Venusina y en italiano: Diocesi di Melfi-Rapolla-Venosa) es una circunscripción eclesiástica de la Iglesia católica en Italia. Se trata de una diócesis latina, sufragánea de la arquidiócesis de Potenza-Muro Lucano-Marsico Nuovo. Desde el 4 de agosto de 2017 su obispo es Ciro Fanelli.

## Territorio y organización

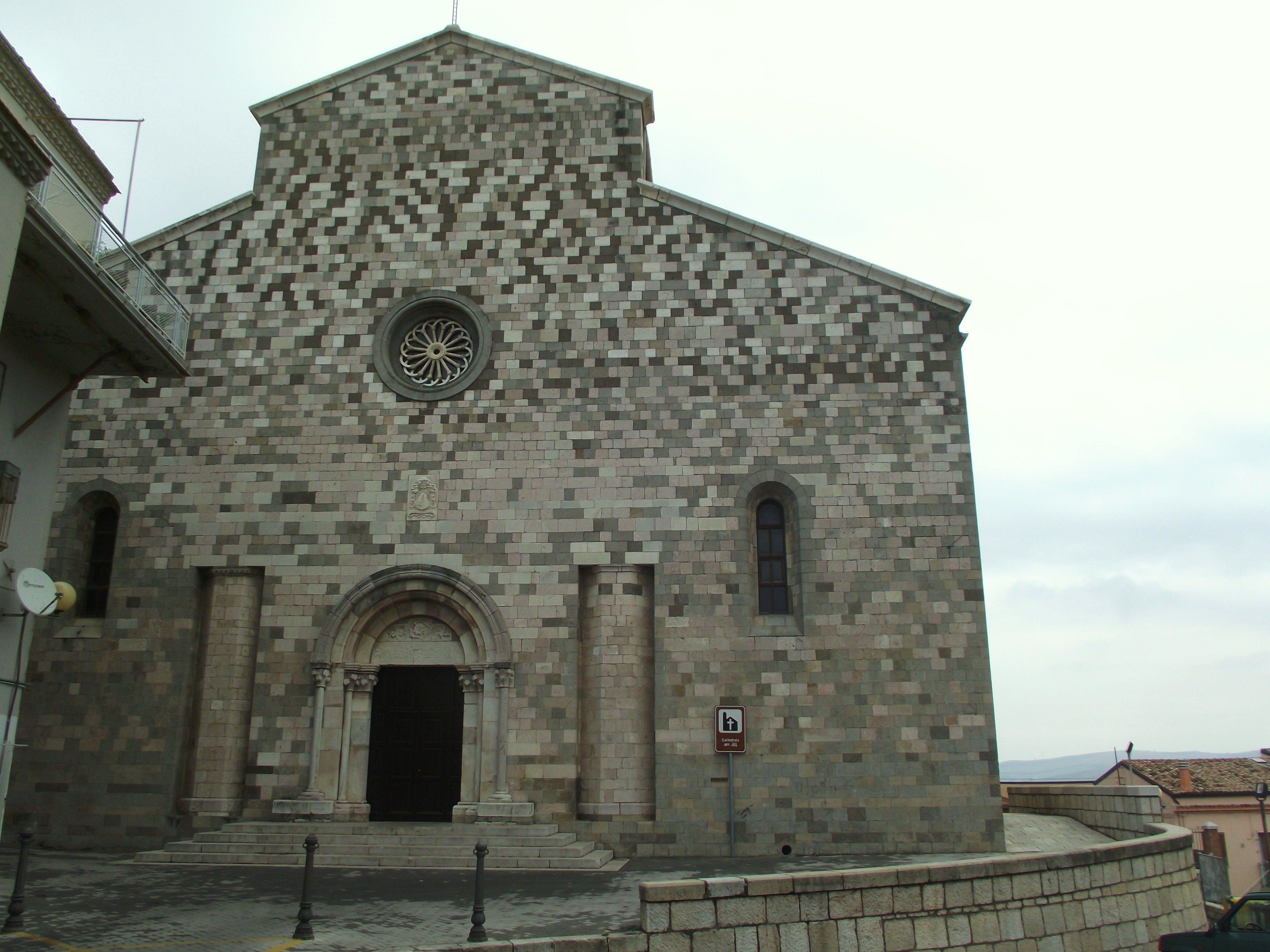
Concatedral de Santa María Asunta, en Rapolla

La diócesis tiene 1316 km² y extiende su jurisdicción sobre los fieles católicos de rito latino residentes en 16 comunas de la provincia de Potenza en la región de Basilicata: Melfi, Rapolla, Venosa, Atella, Barile, Forenza, Ginestra, Lavello, Maschito, Montemilone, Pescopagano, Rapone, Rionero in Vulture, Ripacandida, Ruvo del Monte y San Fele.

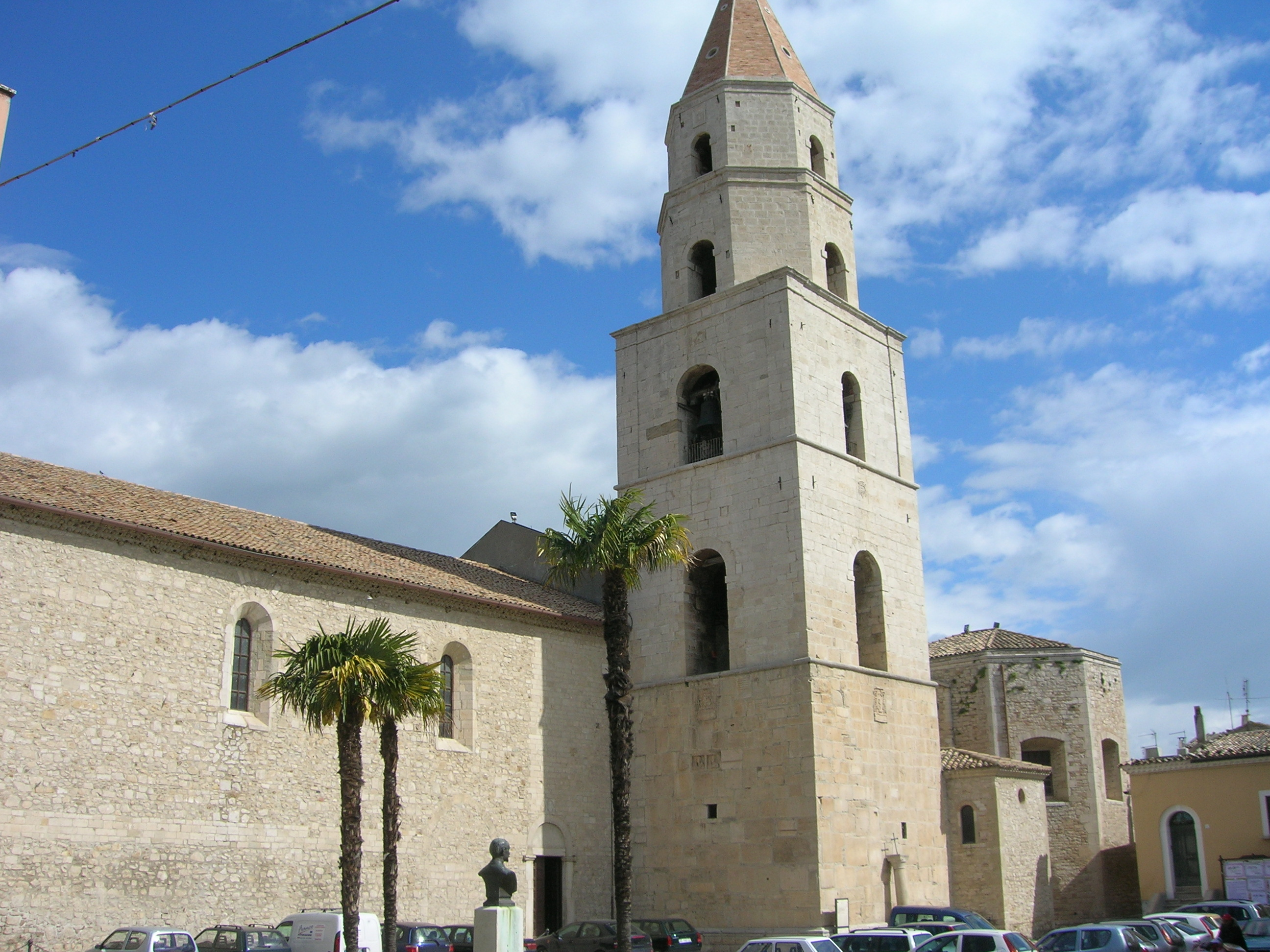
Concatedral de San Andrés, Venosa

La sede de la diócesis se encuentra en la ciudad de Melfi, en donde se halla la Catedral de Santa María Asunta. En Rapolla se halla la Concatedral de Santa María Asunta y en Venosa la de de San Andrés. En la diócesis existen 5 santuarios: San Donato, en Ripacandida; abadía de San Miguel Arcángel, en Monticchio; abadía de Santa María de Pierno, en San Fele; Santísima Trinidad, en Venosa; y Santísimo Crucifisso a Forenza.

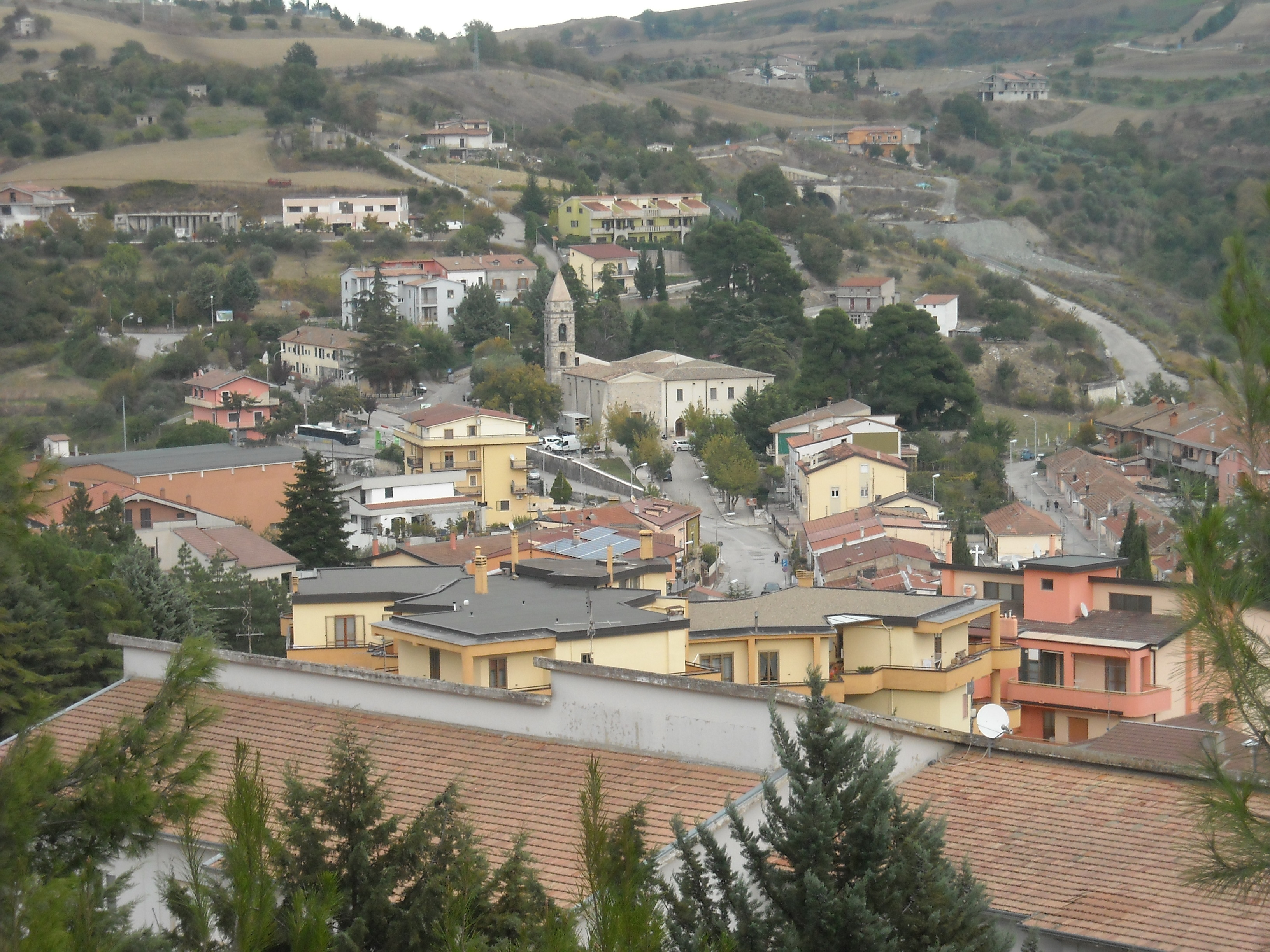
Santuario de San Donato, en Ripacandida

En 2021 en la diócesis existían 32 parroquias.

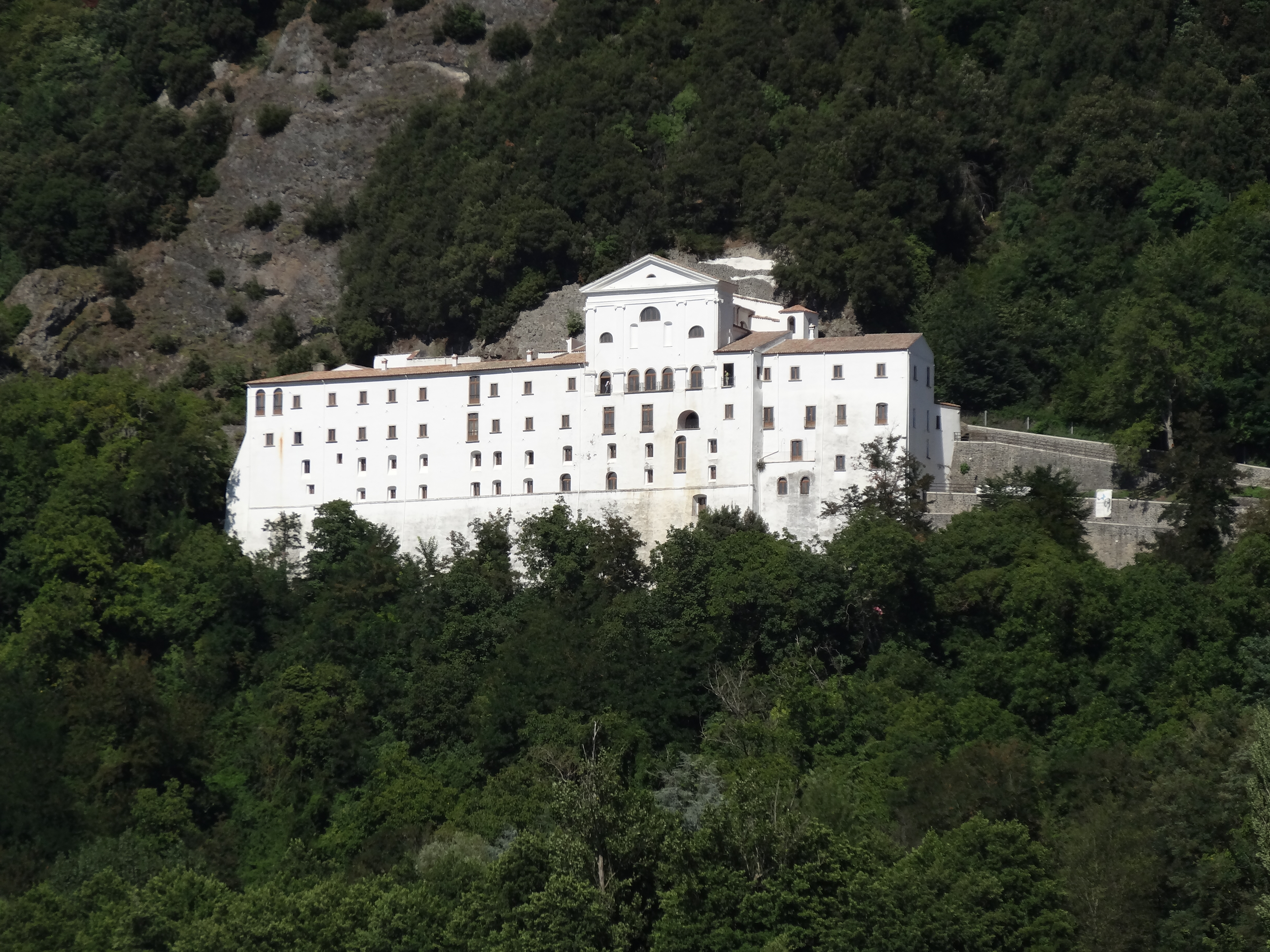
Abadía de San Miguel Arcángel, en Monticchio

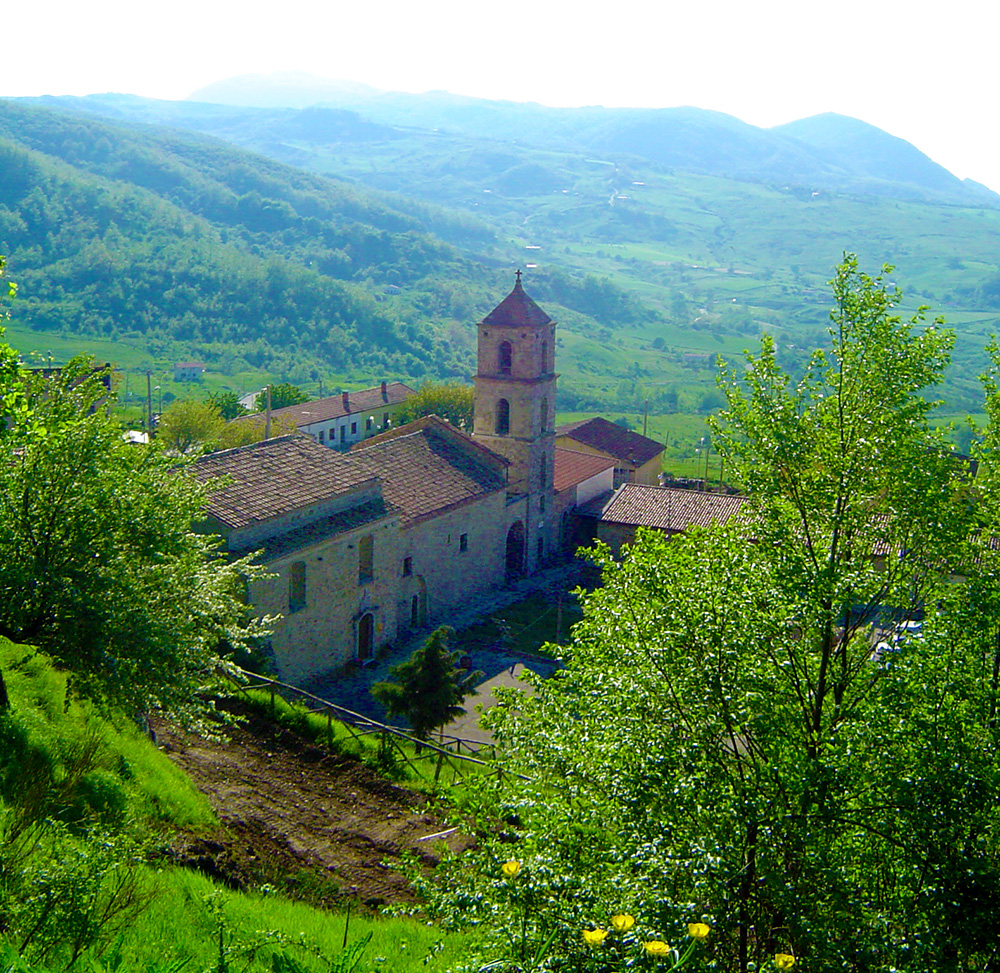
Abadía de Santa María de Pierno, en San Fele

## Historia
La diócesis actual es el resultado de la unión plena de tres sedes episcopales distintas, cada una con su propia historia.

### Venosa
La diócesis de Venosa es de origen antiguo. Está vinculada a la memoria del santo obispo Félix de Tibiuca, quien según algunas versiones de su Passio sufrió el martirio en Venosa en el año 303. Ferdinando Ughelli atribuye a la diócesis de Venosa tres obispos, Filippo (238), Giovanni (443) y Asterio (493), que son fruto de la fantasía y, por lo tanto, desprovistos de historicidad.
El primer obispo históricamente documentado fue Stefano, mencionado en las cartas del papa Gelasio I y que participó en los concilios convocados en Roma por el papa Símaco en 501 y 502. Ada Campione señala que «durante los trabajos del concilio de 502, Stefano de Venosa intervino con notable firmeza en la discusión relativa a la protección de los bienes eclesiásticos contra la intromisión de los laicos. Su intervención, en línea con la apoyada por los obispos Lorenzo de Milán, Pietro de Rávena y Eulalio de Siracusa —diócesis que tenían una notable consistencia patrimonial— puede llevar también a la hipótesis de la existencia en la zona de Venosa de propiedades eclesiásticas de cierto tamaño sobre cuya posesión y sobre cuya administración los eclesiásticos y los laicos debieron haber estado en desacuerdo a menudo». Los descubrimientos arqueológicos y epigráficos que sacaron a la luz un complejo episcopal, posteriormente incorporado a la abadía de la Santísima Trinidad, pueden atribuirse a la época del obispo Stefano.
No se tienen más noticias de la diócesis de Venosa hasta que la ciudad fue conquistada por los normandos en la primera mitad del siglo XI y se convirtió en la capital del condado de Drogone d'Altavilla; quien fue responsable de la fundación de la abadía de la Santísima Trinidad, consagrada por el papa Nicolás II en 1059. A la ceremonia también estuvo presente el obispo Morando, el primer obispo medieval que se puede atribuir con seguridad a la sede de Venosa.
Desde 1068 la diócesis parece ser sufragánea de la arquidiócesis de Acerenza. El capítulo de los canónigos de la catedral ya estaba constituido y activo a principios del siglo XII: un diploma de 1105 está firmado por Roberto "diácono y canónigo de la iglesia de Sant'Andrea apostolo". Al apóstol estaba dedicada la catedral de Venosa, que fue reconstruida por el duque Pirro Del Balzo en 1470 y consagrada en 1531 por el obispo Ferdinando Serone.
El 27 de junio de 1818 se suprimió la diócesis de Lavello y su territorio quedó incorporado a la diócesis de Venosa. A partir de este momento la diócesis quedó compuesta por Venosa, Forenza, Maschito, Spinazzola, Castello del Garagnone y Lavello.
El 14 de octubre de 1901 se fundó en Venosa, por iniciativa del obispo Lorenzo Antonelli, la primera caja rural católica de la zona de Potenza.
El 30 de abril de 1924, con el nombramiento de Alberto Costa, Venosa se unió in persona episcopi a la diócesis de Melfi y Rapolla, ya unidas aeque principaliter.
El 21 de agosto de 1976, Venosa fue retirada, después de casi un milenio, de la metrópolis de Acerenza y se convirtió en sufragánea de la arquidiócesis de Potenza y Marsico Nuovo, al mismo tiempo elevada a la sede metropolitana de Basílicata. El 8 de septiembre siguiente algunos cambios territoriales llevaron a la transferencia de la comuna de Spinazzola a la diócesis de Gravina y la adquisición de la comuna de Montemilone de la diócesis de Andría.

### Rapolla
La sede episcopal de Rapolla se estableció a mediados del siglo XI, después de que los normandos arrebataran la ciudad a los bizantinos. El primer obispo conocido fue Ottone, que participó en la consagración de la abadía de Santa Maria della Matina el 31 de marzo de 1065 o 1066. Le sucedió Orso (o Ursone), que se convirtió en arzobispo de Bari en 1078.
Desde sus orígenes fue una diócesis inmediatamente sujeta a la Santa Sede. Esta condición especial fue reiterada por una bula del papa Eugenio III de 1152, con la que el pontífice definió también los límites de la diócesis y de las iglesias sujetas a la autoridad del obispo. «La Iglesia de Rapolla incluía las localidades de Atella y Ripacandida de rito latino, Rionero, Barile y Ginestra de rito griego»; estas últimas fueron devueltas al rito latino por el obispo Deodato Scaglia (1626-1644). Entre las principales instituciones de la diócesis se encontraba la catedral, originalmente dedicada a la Asunción, atendida por un capítulo integrado por un arcediano, un cantor, un tesorero y diez canónigos; y las abadías de Santa Maria di Pierno y San Michele in Vulture en Monticchio.
Entre los obispos de Rapolla se recuerdan: Giovanni II (1237-1255), que completó la construcción de la catedral, pero fue destruida algunos años más tarde; Pietro (1305), que fue confesor del rey Roberto de Anjou; Malitia de Gesualdo (1482-1488), hombre de talento, secretario del papa Inocencio VIII; Gilberto Sanilio (1506-1520), quien participó en el Concilio de Letrán V.
Debido a la pobreza de la mensa episcopal, el 16 de marzo de 1528 el papa Clemente VII unió la diócesis de Rapolla aeque principaliter con la de Melfi.

### Melfi
La diócesis de Melfi fue fundada en el siglo XI tras la llegada de los normandos a la región y desde el principio estuvo inmediatamente sujeta a la Santa Sede. Según una bula de 1037, considerada falsa por la mayoría de los historiadores, la diócesis fue erigida antes de la llegada de los normandos por el arzobispo Nicolás I de Bari y sometida a la metrópolis de Bari.
Si se excluye al obispo Giovanni, mencionado en la bula de 1037, el primer obispo conocido de la sede de Melfi es Balduino, que participó en los tres primeros concilios de Melfi y que durante un cierto período fue suspendido por el papa Gregorio VII por sus excesos. En el cuarto concilio, celebrado en 1101, el papa Pascual II concedió al obispo Guillermo y a sus sucesores el privilegio de depender directamente de Roma y de ningún metropolitano local. Durante un cierto período, durante el siglo XII, la diócesis de Lavello estuvo unida a la de Melfi.
En Melfi, capital del condado de Apulia, se celebraron cinco concilios entre 1059 y 1137 en los que se discutieron las emergencias religiosas y las relaciones entre el papado y las autoridades normandas. En el primer concilio de 1059, al que asistieron cien obispos, el papa Nicolás II reconoció las posesiones conquistadas por los normandos y nombró a Roberto Guiscardo duque de Apulia y Calabria, convirtiéndose en vasallo de la Iglesia. En 1067 se celebró el segundo concilio, presidido por el papa Alejandro II. En el tercer concilio convocado por Urbano II en 1089, además de cuestiones eclesiásticas como el recordatorio de la obligación del celibato para el clero, se prohibió la primera cruzada en Tierra Santa; en el mismo concilio por primera vez el pontífice concedió el uso de la mitra a los abades. El cuarto concilio fue presidido personalmente en 1101 por el papa Pascual II. Al quinto concilio de 1137 estuvieron presentes el papa Inocencio II y el emperador Lotario II, quienes saludaron el regreso a la obediencia del abad de Montecasino Rainaldo, que se había unido al partido del antipapa Anacleto II.
La diócesis incluía únicamente la ciudad de Melfi con el territorio circundante; gracias a algunos privilegios concedidos por Roger I de Sicilia en 1068, la diócesis fue dotada de los feudos de Gaudiano y Sassolo (o Salsola), lo que permitió a los obispos ostentar el título de conde; estas donaciones fueron confirmadas por reyes y papas posteriores en 1296, 1324 y 1447.
La catedral dedicada a la Asunción fue construida entre 1073 y 1076. Sirvió como capítulo ya atestiguado en 1149. Entre los siglos XIII y XIV también está documentada la existencia de una colegiata en Melfi, compuesta por un cabildo propio, diversas cofradías laicas y hospitales. La diócesis estuvo gobernada por obispos ilustres como Francesco Monaldeschi, Alessandro da Sant'Elpidio y Juan de Borja Lanzol de Romaní, el menor.
El 16 de marzo de 1528 el papa Clemente VII unió aeque principaliter la diócesis de Melfi con la de Rapolla. El primer obispo de las diócesis unidas fue el florentino Giannotto Pucci (1528-1537), sobrino del cardenal Lorenzo Pucci.
En la implementación de los decretos del Concilio de Trento se destacaron los obispos Alessandro Ruffino (1548-1574), Gaspare Cenci (1574-1590) y Plácido De Marra (1595-1620), cada uno de los cuales celebró un sínodo diocesano. En el sínodo de 1598 se dictaron las reglas para la vida del seminario episcopal, que ya estaba activo a finales del siglo XVI. Entre los obispos postridentinos estuvieron: Lázaro Carafino (1622-1626), que hizo colocar en la catedral algunas reliquias caras a la devoción popular; Deodato Scaglia (1626-1644), que realizó una visita pastoral a la diócesis y tomó medidas para restablecer la disciplina del clero; Antonio Spinelli (1697-1724), que estableció una finca de trigo en Rapolla; Mondilio Orsini (1724-1728), que impuso a los párrocos la obligación de crear el archivo parroquial; Filippo de Aprile (1792-1811), que apoyó la revolución contra el gobierno borbónico y por ello fue encarcelado.
El terremoto del 14 de agosto de 1851 devastó Melfi y Rapolla y destruyó los principales monumentos de las diócesis; otro terremoto devastó la región en 1857.
En los acontecimientos que condujeron a la proclamación del Reino de Italia, el obispo Ignazio Sellitti (1849-1880), fiel a la familia real borbónica, se enfrentó a la mayor parte de su clero, que en cambio estaba a favor de la unidad; por este motivo tuvo que abandonar la diócesis en 1860, para regresar seis años después.
El 8 de septiembre de 1976 la diócesis amplió su territorio con la anexión de las comunas de Rapone, Ruvo del Monte y San Fele de la diócesis de Muro, y la comuna de Pescopagano de la arquidiócesis de Conza.

### Sedes unidas
El 30 de abril de 1924, con el nombramiento de Alberto Costa, la diócesis de Melfi y Rapolla fue unida in persona episcopi a la diócesis de Venosa. Las sedes quedaron vacantes desde 1966 hasta 1973, cuando la Santa Sede decidió nombrar al arzobispo de Acerenza Giuseppe Vairo obispo de Melfi y Rapolla y obispo de Venosa; la unión in persona episcopi con Acerenza duró hasta 1976.
El 21 de agosto de 1976 Melfi y Rapolla, que durante aproximadamente un milenio habían estado inmediatamente sujetas a la Santa Sede, pasaron a formar parte de la nueva sede metropolitana de Potenza y Marsico Nuovo.
El 30 de septiembre de 1986, con el decreto Instantibus votis de la Congregación para los Obispos, las tres sedes de Melfi, Rapolla y Venosa fueron unidas con la fórmula plena unione y la circunscripción eclesiástica tomó su nombre actual.

## Estadísticas
Según el Anuario Pontificio 2022 la diócesis tenía a fines de 2021 un total de 79 625 fieles bautizados.
| Año                                                                             | Población            | Población | Población      | Sacerdotes | Sacerdotes    | Sacerdotes    | Bautizados por sacerdote | Diáconos permanentes | Religiosos | Religiosos | Parroquias |
| Año                                                                             | Bautizados católicos | Total     | % de católicos | Total      | Clero secular | Clero regular | Bautizados por sacerdote | Diáconos permanentes | Varones    | Mujeres    | Parroquias |
| ------------------------------------------------------------------------------- | -------------------- | --------- | -------------- | ---------- | ------------- | ------------- | ------------------------ | -------------------- | ---------- | ---------- | ---------- |
| Diócesis de Venosa                                                              |                      |           |                |            |               |               |                          |                      |            |            |            |
| 1950                                                                            | 50 050               | 50 100    | 99.9           | 40         | 29            | 11            | 1251                     |                      | 15         | 26         | 10         |
| 1970                                                                            | 40 267               | 40 567    | 99.3           | 29         | 17            | 12            | 1388                     |                      | 12         | 70         | 13         |
| 1980                                                                            | 33 350               | 33 619    | 99.2           | 20         | 18            | 2             | 1667                     |                      | 3          | 54         | 13         |
| Diócesis de Melfi y Rapolla                                                     |                      |           |                |            |               |               |                          |                      |            |            |            |
| 1950                                                                            | 50 380               | 51 000    | 98.8           | 38         | 36            | 2             | 1325                     |                      | 2          | 62         | 14         |
| 1970                                                                            | 49 000               | 49 350    | 99.3           | 35         | 27            | 8             | 1400                     |                      | 8          | 70         | 17         |
| 1980                                                                            | 46 700               | 55 220    | 84.6           | 36         | 28            | 8             | 1297                     |                      | 8          | 65         | 24         |
| Diócesis de Melfi-Rapolla-Venosa                                                |                      |           |                |            |               |               |                          |                      |            |            |            |
| 1990                                                                            | 82 000               | 91 000    | 90.1           | 58         | 43            | 15            | 1 413                    | 3                    | 19         | 106        | 32         |
| 1999                                                                            | 90 160               | 90 680    | 99.4           | 57         | 47            | 10            | 1 581                    | 8                    | 12         | 101        | 32         |
| 2000                                                                            | 90 140               | 90 600    | 99.5           | 54         | 44            | 10            | 1669                     | 9                    | 12         | 100        | 32         |
| 2001                                                                            | 90 000               | 91 000    | 98.9           | 54         | 43            | 11            | 1666                     | 11                   | 12         | 96         | 32         |
| 2002                                                                            | 89 000               | 90 900    | 97.9           | 56         | 46            | 10            | 1589                     | 10                   | 12         | 98         | 32         |
| 2003                                                                            | 89 000               | 90 168    | 98.7           | 57         | 47            | 10            | 1561                     | 10                   | 11         | 73         | 32         |
| 2004                                                                            | 89 000               | 90 000    | 98.9           | 57         | 46            | 11            | 1561                     | 10                   | 11         | 73         | 32         |
| 2013                                                                            | 89 200               | 89 600    | 99.6           | 49         | 37            | 12            | 1820                     | 9                    | 12         | 49         | 34         |
| 2016                                                                            | 81 000               | 87 000    | 93.1           | 46         | 33            | 13            | 1760                     | 8                    | 13         | 48         | 33         |
| 2019                                                                            | 80 580               | 86 570    | 93.1           | 40         | 34            | 6             | 2014                     | 8                    | 6          | 44         | 33         |
| 2021                                                                            | 79 625               | 85 540    | 93.1           | 44         | 36            | 8             | 1809                     | 9                    | 10         | 42         | 32         |
| Fuente: Catholic-Hierarchy, que a su vez toma los datos del Anuario Pontificio. |                      |           |                |            |               |               |                          |                      |            |            |            |

## Episcopologio

### Obispos de Venosa
- Filippo? † (mencionado en 238)
- Giovanni? † (mencionado en 443)
- Austero o Asterio? † (mencionado en 493)[nota 2]
- Stefano † (antes de 494/495-después de 502)
- Pietro I? † (mencionado en 1014)[nota 3]
- Giaquinto? † (mencionado en 1053)[nota 4]
- Morando † (mencionado en 1059)
- Ruggero † (mencionado en 1069)
- Costantino (o Costanzo) † (antes de 1071-después de 1074)
- Berengario † (circa 1093-?)[22]
- Roberto? † (mencionado en 1105)[nota 5]
- Fulco † (mencionado en 1113)[23]
- Pietro II † (antes de 1177-después de 1183)[24]
- Anonimi † (documentado en 1199, 1209, 1215 y 1222)[24]
- Bono † (mencionado en 1223)[24]
- Anónimo † (documentado en 1233 y 1236)[24]
- Anónimo † (?-circa de noviembre de 1238 falleció)[24][nota 6]
- Giacomo † (mencionado en 1256)[24]
- Anónimo † (?-circa 1269 falleció)[24][nota 7]
- Filippo de Pistorio, O.P. † (antes de mayo de 1271-después de mayo de 1281)[24]
- Santoro † (antes de 1282/1283-después de 1284)[24]
- Guido † (antes de 1299-después de 1302)
- Pietro III † (12 de julio de 1331-4 de julio de 1334 nombrado arzobispo de Acerenza)
- Raimondo Agonti de Clareto, O.Carm. † (17 de agosto de 1334-?)
- Pietro IV † (13 de agosto de 1360-?)
- Goffredo † (?-1363 falleció)
- Tommaso † (14 de junio de 1363-después de 1367)
- Lorenzo † (mencionado en 1383)
- Giannotto (Giovanni) † (mencionado en 1385)
- Francesco Veneraneri † (1 de diciembre de 1386-?)
  - Stefano † (? falleció) (antiobispo)
  - Salvatore Gerardo di Altomonte † (13 de junio de 1387-?) (antiobispo)
  - Nicola Francesco Grassi † (18 de agosto de 1387-?) (antiobispo)
- Giovanni III † (21 de julio de 1395-1400 nombrado obispo de Grosseto)
- Andrea Fusco † (12 de mayo de 1400-1419 falleció)
- Domenico (o Dionigi) da Monteleone, O.P. † (13 de noviembre de 1419-1431 falleció)
- Roberto Procopii † (23 de mayo de 1431-1457 falleció)
- Nicola Solimele † (1457-1459 falleció)
- Nicola Gerolamo Porfido † (17 de octubre de 1459-después de 1469 falleció)[nota 8]
- Sigismondo Pappacoda † (3 de diciembre de 1492-10 de mayo de 1499 nombrado obispo de Tropea)
- Antonio Fabregas (o Civalerio) † 10 de mayo de 1499-1501 falleció)
- Bernardino Bongiovanni † (14 de junio de 1501-1509 falleció)
- Lamberto Arbaud † (16 de noviembre de 1510-?)
- Tommaso da San Cipriano, O.P. † (1519-?)
- Guido de' Medici † (12 de junio de 1527-3 de enero de 1528 nombrado arzobispo de Chieti)
- Fernando de Gerona, O.S.A. † (23 de marzo de 1528-1542 renunció)[25]
- Álvaro de la Quadra † (12 de mayo de 1542-1551 renunció)
- Simone Gattola † (13 de marzo de 1552-abril de 1566 falleció)
- Francesco Rusticucci † (21 de agosto de 1566-31 de enero de 1567 nombrado obispo de Fano)
- Paolo Oberti, O.P. † (17 de febrero de 1567-13 de septiembre de 1567 falleció)
- Giovanni Antonio Locatelli † (12 de diciembre de 1567-7 de septiembre de 1571 falleció)
- Baldassarre Giustiniani † (6 de febrero de 1572-13 de marzo de 1584 falleció)
- Giovanni Tommaso Sanfelice † (4 de mayo de 1584-6 de marzo de 1585 falleció)
- Giovanni Girolamo Manieri † (20 de marzo de 1585-28 de enero de 1587 falleció)
- Pietro Ridolfi, O.F.M.Conv. † (18 de febrero de 1587-18 de febrero de 1591 nombrado obispo de Senigallia)
- Vincenzo Calcio, O.P. † (18 de febrero de 1591-3 de mayo de 1598 falleció)
- Sigismondo Donati † (17 de agosto de 1598-7 de enero de 1605 nombrado obispo de Ascoli Piceno)
- Mario Moro † (3 de agosto de 1605-1610 falleció)
- Andrea Pierbenedetto † (14 de marzo de 1611-1634 falleció)
- Bartolomeo Frigerio † (17 de septiembre de 1635-13 de noviembre de 1636 falleció)
- Gaspare Conturla † (15 de enero de 1638-abril de 1640 falleció)
- Sallustio Pecolo † (3 de diciembre de 1640-13 de marzo de 1648 renunció)
- Antonio Pavonelli, O.F.M.Conv. † (18 de mayo de 1648-luglio o 23 de septiembre de 1653 falleció)
- Giacinto Torisi, O.P. † (5 de octubre de 1654-25 de marzo de 1674 falleció)
- Giovanni Battista Desio † (7 de mayo de 1674-agosto de 1677 falleció)
- Francesco Maria Neri † (10 de enero de 1678-diciembre de 1684 falleció)
- Giovanni Francesco de Lorenzi † (14 de mayo de 1685-octubre de 1698 falleció)
- Placido Stoppa, C.R. † (11 de abril de 1699-diciembre de 1710 falleció)
  - Sede vacante (1710-1718)
- Giovanni Michele Teroni, B. † (10 de enero de 1718-julio de 1726 falleció)
- Felipe Yturibe, O.Carm. † (31 de julio de 1726-13 de marzo de 1727 renunció)[nota 9]
- Pietro Antonio Corsignani † (17 de marzo de 1727-22 de julio de 1738 nombrado obispo de Valva y Sulmona)
- Francesco Antonio Salomone † (3 de septiembre de 1738-antes del 17 de mayo de 1743 falleció)
- Giuseppe Giusti † (20 de mayo de 1743-1764 falleció)
- Gaspare Barletta † (17 de diciembre de 1764-1778 falleció)
- Pietro Silvio De Gennaro † (12 de julio de 1779-circa 1786 falleció)
- Salvatore Gonnelli † (18 de junio de 1792-antes del 23 de septiembre de 1801 falleció)
  - Sede vacante (1801-1818)
- Nicola Caldora † (26 de junio de 1818-10 de diciembre de 1825 renunció)
- Luigi Maria Parisio † (9 de abril de 1827-25 de junio de 1827 nombrado obispo de Gaeta)
- Federico Guarini, O.S.B. † (23 de junio de 1828-septiembre de 1837 falleció)
- Michele de Gattis † (2 de octubre de 1837-23 de abril de 1847 falleció)
- Antonio Michele Vaglio † (22 de diciembre de 1848-28 de julio de 1865 falleció)
  - Sede vacante (1865-1871)
- Nicola de Martino † (22 de diciembre de 1871-15 de julio de 1878 renunció)
- Girolamo Volpe † (15 de julio de 1878 por sucesión-27 de febrero de 1880 nombrado obispo de Alife)
- Francesco Maria Imparati, O.F.M. † (27 de febrero de 1880-23 de junio de 1890 nombrado arzobispo de Acerenza y Matera)
- Lorenzo Antonelli † (1 de junio de 1891-13 de julio de 1905 falleció)
- Felice Del Sordo † (12 de agosto de 1907-12 de octubre de 1911 nombrado obispo de Alife)
  - Giovanni Battista Niola † (octubre de 1912-noviembre de 1912 renunció) (obispo electo)
- Angelo Petrelli † (20 de mayo de 1913-11 de septiembre de 1923 falleció)
- Alberto Costa † (30 de abril de 1924-7 de diciembre de 1928 nombrado obispo de Lecce)
- Luigi Orabona dell'Aversana † (14 de enero de 1931-6 de noviembre de 1934 falleció)
- Domenico Petroni † (1 de abril de 1935-5 de octubre de 1966 retirado[26])
  - Sede vacante (1966-1973)
- Giuseppe Vairo † (5 de marzo de 1973-25 de octubre de 1976 renunció)
- Armando Franco † (25 de octubre de 1976-12 de septiembre de 1981 nombrado obispo de Oria)
- Vincenzo Cozzi † (12 de septiembre de 1981-30 de septiembre de 1986 nombrado obispo de Melfi-Rapolla-Venosa)

### Obispos de Rapolla
- Ottone † (antes de 1065 o 1066-después de marzo de 1068)[27]
- Ursone † (antes de julio de 1072-junio de 1078 nombrado arzobispo de Bari)
- Giovanni I? † (mencionado en 1092)[nota 10]
- Ruggero I † (antes de 1141-después de 1052)[28]
- Uberto † (antes de 1180-después de 1183)[29]
- Anónimo † (mencionado en 1199)[29]
- Riccardo † (antes de 1206-después de 1209)[29]
- Anónimo † (mencionado en 1215[29] e 1217)
- Anónimo † (mencionado en 1222/1223)
- Anónimo † (mencionado en mayo de 1236)[29]
- Giovanni II † (noviembre de 1237-después de 1255)[29]
- Bartolomeo † (10 de junio de 1266-?)
- Ammirato † (1269-después de septiembre de 1274 falleció)[29]
- Ruggero II † (26 de agosto de 1275-después de agosto de 1288 falleció)
- Ruggero III † (11 de noviembre de 1290-1305 falleció)
- Pietro, O.F.M. † (15 de enero de 1305-después de 1308)
- Bernardo † (14 de noviembre de 1316-circa 1330 falleció)[30]
- Bernardo di Palma † (22 de octubre de 1330-1341 falleció)
- Giovanni † (20 de noviembre de 1342-1346 falleció)
- Gerardo, O.P. † (17 de noviembre de 1346-1349 falleció)
- Nicola di Grottaminarda, O.F.M. † (10 de noviembre de 1348-? falleció)
- Benedetto Cavalcanti, O.F.M. † (8 de enero de 1371-circa 1374 falleció)
- Angelo Acciaioli † (3 de diciembre de 1375-3 de junio de 1383 nombrado obispo de Florencia)
- Angelo † (?-1384 depuesto)
- Nicolò † (1385-?)
  - Antonio † (3 de diciembre de 1386-?) (antiobispo)
- Tommaso † (circa 1390-circa 1398 falleció)
- Luca † (15 de enero de 1398-1446 falleció)
- Francesco de Oliveto, O.S.B. † (14 de junio de 1447-1455 falleció)
- Pietro Minutolo † (16 de julio de 1455-3 de junio de 1478 nombrado obispo de Teramo)
- Vincenzo Galeota † (3 de junio de 1478-30 de enero de 1482 nombrado obispo de Squillace)
- Colantonio Lentulo † (30 de enero de 1482-julio de 1482 falleció)
- Malitia de Gesualdo † (9 de agosto de 1482-1488 falleció)
- Troilo Carafa † (17 de septiembre de 1488-4 de septiembre de 1497 nombrado obispo de Gerace)
- Luigi de Amato † (12 de septiembre de 1497-19 de septiembre de 1506 nombrado obispo de Lípari)
- Gilberto Sanilio † (19 de septiembre de 1506-1520 renunció)
- Raimondo Sanilio † (22 de junio de 1520-1527 falleció)
  - Sede unida a Melfi

### Obispos de Melfi
- Baldovino † (antes de 1059-después de 1089)
- Guglielmo I † (antes de 1097-después de 1105)
- Baro † (mencionado en 1123)[31]
- Stefano I † (septiembre de 1149-?)[32]
- Ruggero † (antes de 1153[32]-después de 1155)
- Radulfo † (antes de 1177[32]-después de 1179)
- Giacomo † (antes de 1183-después de 1185)[33]
- Guglielmo II † (antes de 1193-después de marzo de 1199[33])
- Anónimo † (mencionado en diciembre de 1199)[33]
- R. † (antes de 1204-después del 5 de junio de 1212 depuesto)[33][34]
- Anónimo † (mencionado en 1215 y 1216)[33]
- Richerio † (antes de 1218-después de 1232)[33]
- Anónimo † (mencionado en 1234 y 1237)[33][nota 11]
- Anónimo † (29 de febrero de 1240-?)[33]
- Ruggero de Lentino, O.P. † (7 de febrero de 1252-?)
- Anónimo † (mencionado en 1260 y 1262)[33][nota 12]
- Guglielmo III? † (mencionado en 1261)[nota 13]
- Garnero de Villari-Bello (Viellier-le-Bel) † (21 de octubre de 1266-?)[33]
- Bertrando † (antes de noviembre de 1268-después de octubre de 1277)[33]
- Francesco Monaldeschi † (1278-11 de mayo de 1280 nombrado obispo de Orvieto)
- Sinibaldo, O.F.M. † (11 de mayo de 1280-? falleció)
- Saracino † (4 de agosto de 1295-? falleció)
- Costantino † (2 de febrero de 1317-1324 falleció)
- Guglielmo IV † (19 de marzo de 1324-? falleció)
- Alessandro da Sant'Elpidio, O.E.S.A. † (1326-1328 falleció)
- Monaldo Monaldi, O.F.M. † (6 de octubre de 1328-1331 falleció)
- Giacomo II † (21 de diciembre de 1331-1347 falleció)
- Pietro di Clusello, O.P. † (12 de diciembre de 1347-30 de mayo de 1348 nombrado obispo de Concordia)
- Giovanni de Naso, O.P. † (30 de mayo de 1348-27 de julio de 1349 nombrado obispo de Verona)
- Nicola de Teramo † (4 de septiembre de 1349-21 de octubre de 1349 nombrado arzobispo de Oristano)
- Nicola Caracciolo † (21 de octubre de 1349-14 de diciembre de 1362 nombrado obispo de Cosenza)
- Antonio da Rivello, O.P. † (24 de mayo de 1363-1366 falleció)
- Pandolfo da Siroponte † (10 de abril de 1366-1369 falleció)
- Francesco Sconditi † (12 de noviembre de 1369-? falleció)
- Obediencia aviñonesa y pisana:
  - Elia † (23 de mayo de 1384-?)
  - Nicola † (?-29 de marzo de 1395 nombrado obispo de Conza)
  - Francesco Carosio † (4 de julio de 1412-25 de enero de 1418 nombrado arzobispo de Trani)
- Obediencia romana:
  - Giacomo † (1382-?)
  - Antonio de Samudia † (1384-1412 falleció)
  - Beato Giovanni Dominici, O.P. † (4 de marzo de 1412-1412 renunció) (administrador apostólico)
  - Roberto Acciaioli † (30 de junio de 1412-?)
- Astorgio Agnesi † (25 de enero de 1418-6 de marzo de 1419 nombrado obispo de Ancona)
  - Giacomo Isolani † (1420-24 de febrero de 1425 renunció) (administrador apostólico)
- Nicola Giorgio de Maglinto † (25 de junio de 1425-? falleció)
- Francesco Palombo, O.S.B. † (12 de diciembre de 1431-1437 falleció)
- Onofrio di Francesco di Sanseverino † (11 de enero de 1437-1450 falleció)
- Alfonso Costa † (4 de septiembre de 1450-?)
- Gaspare Loffredi † (17 de abril de 1472-1480 falleció)
- Ottaviano Bentivoglio † (15 de diciembre de 1480-10 de mayo de 1486 nombrado arzobispo de Salerno)
- Francesco Caracciolo † (24 de junio de 1486-?)
- Juan de Borja Llançol de Romaní † (19 de septiembre de 1494-3 de diciembre de 1498 renunció)
- Juan Ferrer † (3 de diciembre de 1498-26 de julio de 1499 nombrado arzobispo de Arlés)
- Raffaele di Ceva, O.F.M. † (26 de julio de 1499-1513 renunció)
  - Lorenzo Pucci † (12 de agosto de 1513-16 de marzo de 1528 renunció) (administrador apostólico)

### Obispos de Melfi y Rapolla
- Giannotto Pucci † (16 de marzo de 1528-1537 falleció)
- Giovanni Vincenzo Acquaviva d'Aragona † (7 de febrero de 1537-16 de agosto de 1546 falleció)
- Roberto Pucci † (7 de diciembre de 1546-17 de enero de 1547 falleció)
- Marino Ruffino † (7 de febrero de 1547-1557 falleció)
- Alessandro Ruffino † (1557 por sucesión-24 de mayo de 1574 renunció)
- Gaspare Cenci † (8 de enero de 1574-1590 renunció)
- Orazio Celsi † (16 de julio de 1590-1591 falleció)
- Marco Antonio Amidano † (13 de septiembre de 1591-noviembre de 1591 renunció)
- Matteo Brumano, C.R.S.A. † (13 de noviembre de 1591-9 de agosto de 1594 falleció)
- Placido della Marra † (6 de marzo de 1595-2 de diciembre de 1620 falleció)
- Desiderio Scaglia, O.P. † (17 de marzo de 1621-14 de noviembre de 1622 nombrado obispo de Como)
- Lazzaro Carafino † (19 de diciembre de 1622-7 de enero de 1626 nombrado obispo de Como)
- Deodato Scaglia, O.P. † (19 de enero de 1626-18 de abril de 1644 nombrado obispo de Alessandria)
- Giacomo Raimondi † (2 de mayo de 1644-diciembre de 1644 falleció)
- Gerolamo Pellegrini † (16 de enero de 1645-12 de abril de 1648 falleció)
- Luigi Branciforte † (28 de septiembre de 1648-1665 falleció)
- Giulio Caracciolo, C.R. † (1 de marzo de 1666-antes del 24 de agosto de 1671 renunció)
- Tommaso De Franchis † (24 de agosto de 1671-mayo de 1696 falleció)
- Francesco Antonio Triveri † (24 de septiembre de 1696-mayo de 1697 falleció)
- Antonio Spinelli, C.R. † (2 de diciembre de 1697-octubre de 1724 falleció)
- Mondilio Orsini, C.O. † (20 de noviembre de 1724-8 de marzo de 1728 nombrado arzobispo de Capua)
- Giovanni Saverio De Leoni † (22 de noviembre de 1730-5 de marzo de 1735 falleció)
- Domenico Rosso, O.S.B.Cel. † (26 de septiembre de 1735-8 de julio de 1737 nombrado arzobispo de Palermo)
- Luca Antonio della Gatta † (8 de julio de 1737-25 de septiembre de 1747 falleció)
- Pasquale Teodoro Basta † (29 de enero de 1748-27 de diciembre de 1765 falleció)
- Ferdinando De Vicariis, O.S.B. † (14 de abril de 1766-20 de junio de 1780 falleció)
  - Sede vacante (1780-1792)
  - Agostino Gervasio, O.S.A. † (17 de noviembre de 1784-27 de febrero de 1792 nombrado arzobispo de Capua) (obispo electo)[nota 14]
- Filippo de Aprile † (27 de febrero de 1792-1811 falleció)
  - Sede vacante (1811-1818)
- Gioacchino de Gemmis † (26 de junio de 1818-12 de diciembre de 1822 falleció)
- Vincenzo Ferrari, O.P. † (3 de mayo de 1824-4 de mayo de 1828 falleció)
- Luigi Bovio, O.S.B. † (18 de mayo de 1829-6 de noviembre de 1847 falleció)
- Ignazio Sellitti † (5 de noviembre de 1849-3 de agosto de 1881 renunció)
- Giuseppe Camassa † (4 de agosto de 1881-1911 renunció[nota 15])
- Alberto Costa † (4 de enero de 1912-7 de diciembre de 1928 nombrado obispo de Lecce)
- Luigi dell'Aversana † (29 de julio de 1930-6 de noviembre de 1934 falleció)
- Domenico Petroni † (1 de abril de 1935-5 de octubre de 1966 retirado[26])
  - Sede vacante (1966-1973)
- Giuseppe Vairo † (5 de marzo de 1973-25 de octubre de 1976 renunció)
- Armando Franco † (25 de octubre de 1976-12 de septiembre de 1981 nombrado obispo de Oria)
- Vincenzo Cozzi † (12 de septiembre de 1981-30 de septiembre de 1986 nombrado obispo de Melfi-Rapolla-Venosa)

### Obispos de Melfi-Rapolla-Venosa
- Vincenzo Cozzi † (30 de septiembre de 1986-13 de diciembre de 2002 retirado)
- Gianfranco Todisco, P.O.C.R. (13 de diciembre de 2002-21 de abril de 2017 renunció)
- Ciro Fanelli, desde el 4 de agosto de 2017

### Para Melfi
- (en italiano) Gennaro Araneo, Notizie storiche della città di Melfi, Florencia, 1866
- (en italiano) Giovanni Antonucci, Il vescovato di Melfi, en Archivio storico per la Calabria e la Lucania, VI (1936), pp. 35-39
- (en italiano) Giuseppe Cappelletti, Le chiese d'Italia della loro origine sino ai nostri giorni, vol. XXI, Venezia, 1870, pp. 449-457 (también Rapolla)
- (en italiano) Giuseppe Gabrieli, Bibliografia di Puglia, parte II, pp. 307-308
- (en italiano) Vincenzio d'Avino, Cenni storici sulle chiese arcivescovili, vescovili e prelatizie (nullius) del Regno delle Due Sicilie, Nápoles, 1848, pp. 326-332
- (en latín) Pius Bonifacius Gams, Series episcoporum Ecclesiae Catholicae, Graz, 1957, p. 896
- (en latín) Konrad Eubel, Hierarchia Catholica Medii Aevi, vol. 1, pp. 334-335; vol. 2, p. 189; vol. 3, p. 241; vol. 4, p. 238; vol. 5, pp. 264-265; vol. 6, p. 285

### Para Rapolla
- (en italiano) Francesco Chiaromonte, Cenno storico sulla chiesa vescovile di Rapolla, Melfi, 1888
- (en italiano) Giuseppe Gabrieli, Bibliografia di Puglia, parte II, p. 189
- (en latín) Pius Bonifacius Gams, Series episcoporum Ecclesiae Catholicae, Graz, 1957, p. 915
- (en latín) Konrad Eubel, Hierarchia Catholica Medii Aevi, vol. 1, p. 412; vol. 2, pp. XXXV y 220; vol. 3, p. 282

### Para Venosa
- (en italiano) Francesco Lanzoni, Le diocesi d'Italia dalle origini al principio del secolo VII (an. 604), vol. I, Faenza, 1927, pp. 295-299
- (en italiano) Giuseppe Cappelletti, Le chiese d'Italia della loro origine sino ai nostri giorni, vol. XX, Venecia, 1866, pp. 493-502, 506-509
- (en italiano) Giuseppe Gabrieli, Bibliografia di Puglia, parte II, p. 200
- (en latín) Pius Bonifacius Gams, Series episcoporum Ecclesiae Catholicae, Graz, 1957, p. 940
- (en latín) Konrad Eubel, Hierarchia Catholica Medii Aevi, vol. 1, p. 520; vol. 2, p. 265; vol. 3, p. 330; vol. 4, p. 364; vol. 5, p. 410; vol. 6, p. 437